# 林安定
林 安定（はやし やすさだ、文化3年（1806年） - 慶応4年1月10日（1868年2月3日））は幕末の会津藩士。大砲奉行。通称の権助（ごんすけ）の名で知られている。

## 来歴・人物
会津藩士・林安論の長男として生まれる。幼名は又三郎、笈之助。
一宮流居合術、長沼流兵学を学び、砲術を修める。天保の改革の失敗で失脚した老中・水野忠邦の藩邸が江戸市民に包囲された際には、近くにあった会津藩江戸藩邸にいた権助が槍を持って騎馬で駆けつけ、騒ぎの鎮圧に努めた。槍や剣術に優れていたが、西洋砲術が優れていることを知ると率先してこれを学び、保守的な藩論を西洋砲術導入に変えることに尽くした。
文久2年（1862年）、大砲奉行に就任して上洛し、文久3年（1863年）の禁門の変では大砲隊を率いて大いに活躍、新選組と共に天王山の真木保臣を追撃した。
慶応4年（1868年）1月、真っ先に薩摩軍と戦端を開いて戊辰戦争（鳥羽・伏見の戦い）が勃発するが、数ヶ所被弾して戦陣を退く。後、江戸行きの船中で死亡した。享年63。この戦いでは嫡男の又一郎も戦死している。墓所は会津若松市大龍寺。
林父子の戦死により、林家を孫が継ぎ、林の名をも継いで林権助と名乗った。林権助（孫）は、会津戦争を生き残り、長じて明治政府に出仕して外交官を務め、日露戦争最中に駐韓公使を務めた後に駐英大使となった。

## 演じた俳優

### TVドラマ
- 森野五郎（『新選組血風録』、昭和40年（1965年）、NET）
- 三谷昇（『新選組!』、平成16年（2004年）、NHK）
- 風間杜夫（『八重の桜』、平成25年（2013年）、NHK）